# Adriaan van der Stel

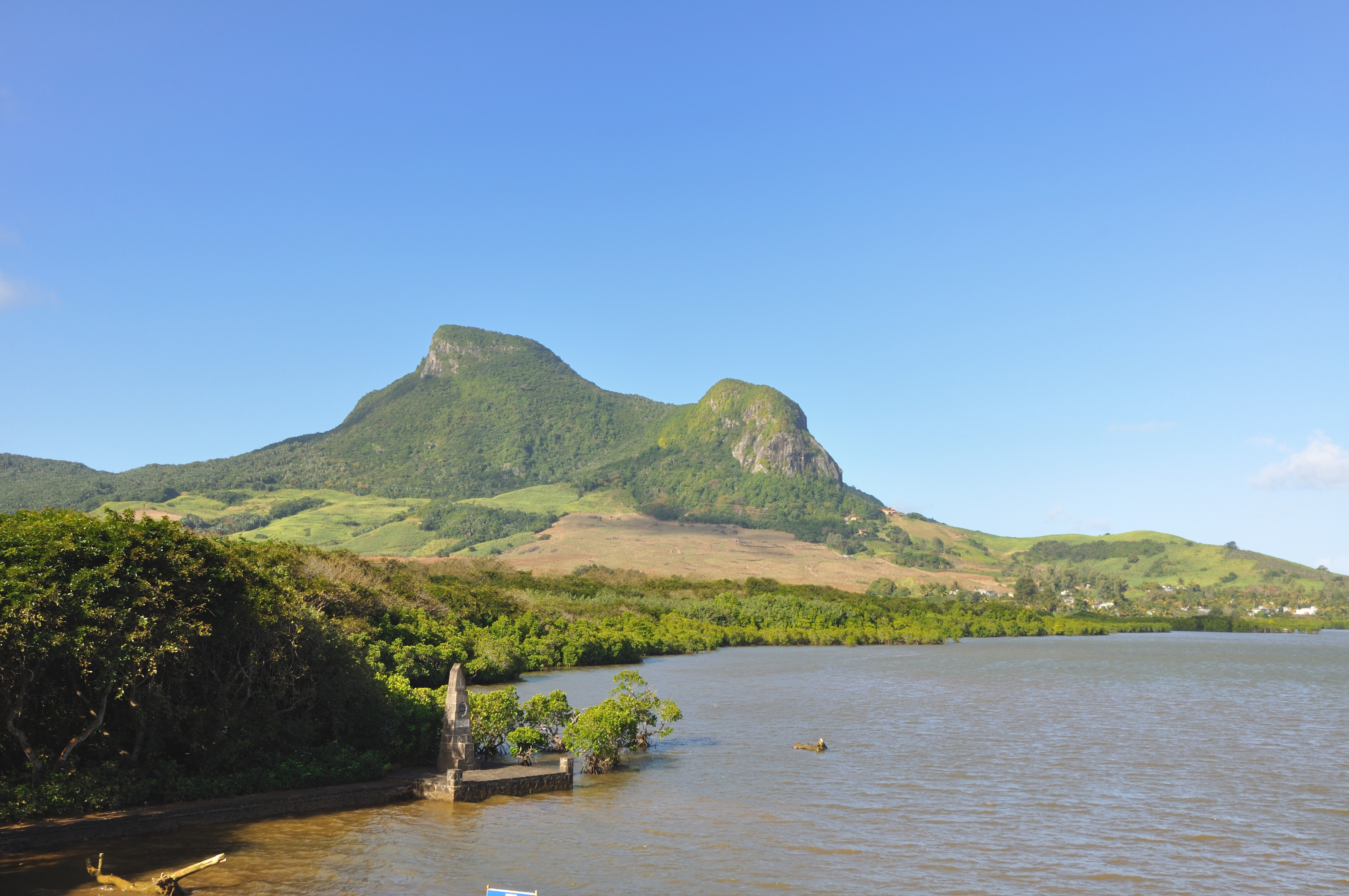
Het eiland Mauritius

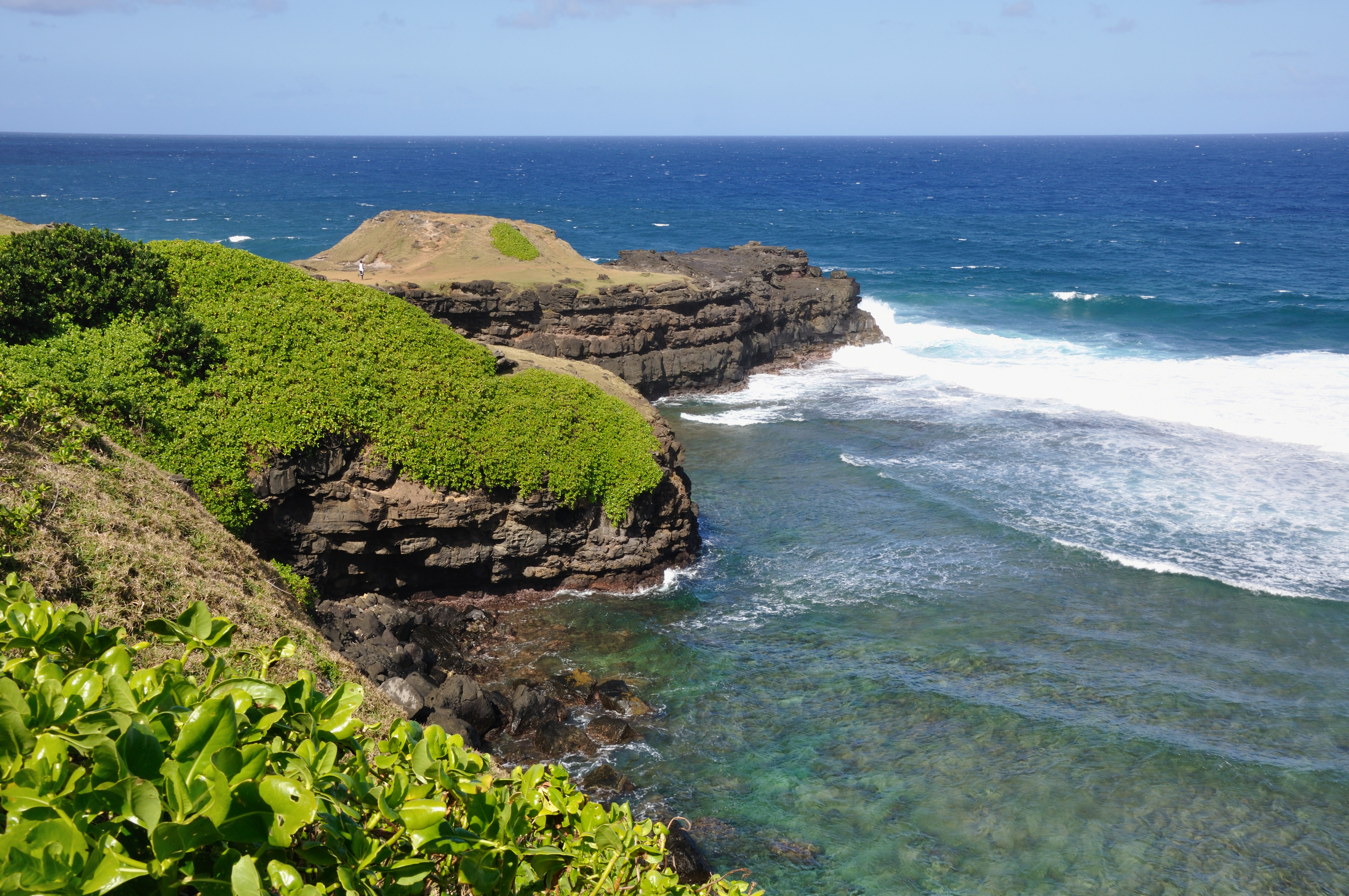
De kust

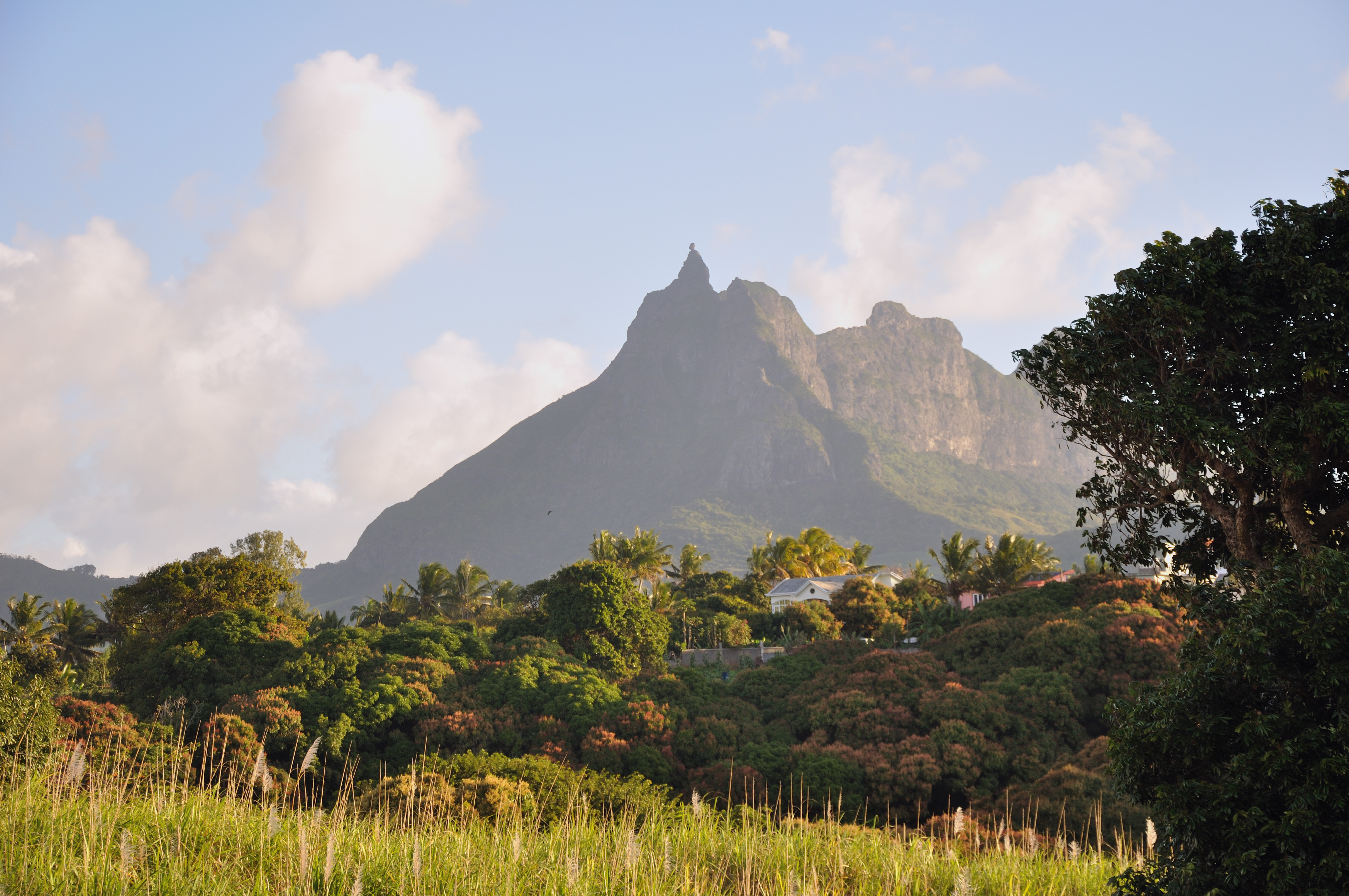
Landschap met aanbouw van suikerriet?

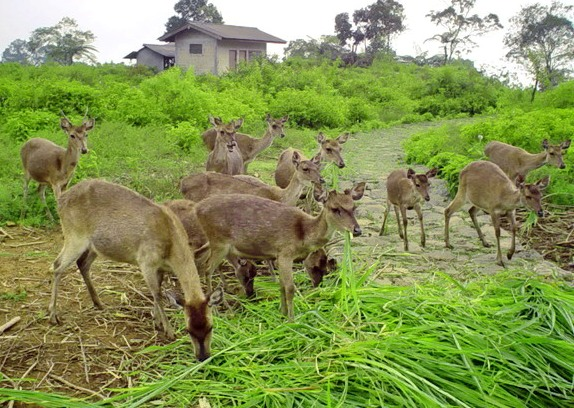
Kudde herten, de Cervus timorensis

Adriaan van der Stel of Adriaen van der Stel (Dordrecht ? - Ceylon, 25 mei 1646) was in dienst van de Vereenigde Oostindische Compagnie en tussen 1639 en 1645 gouverneur van het eiland Mauritius. Het vulkanische eiland in de Indische Oceaan was een belangrijke pleisterplaats voor de VOC-schepen, waar vers water en levensmiddelen konden worden ingenomen.
In 1638 besloot de VOC het eiland te koloniseren en een gouverneur op het eiland te plaatsen om te voorkomen dat de Engelsen of de Fransen het eiland zouden bezetten. Cornelius Gooyer liet binnen enkele maanden een fort opwerpen met een bezetting van 24 man. Hij liet zich na een jaar overplaatsen en is opgevolgd door Adriaan van der Stel.
Van der Stel was op 24 maart 1639 in Batavia getrouwd met Maria Lievens, een halfbloed van Maleise afkomst. Er zijn ook bronnen die beweren dat zijn vrouw afkomstig was uit Goa en afstamde van een bevrijde slavin. Hij kwam op 8 november 1639 met het schip de Kappel aan bij de Haven van Warwijck. Onderweg was zijn zoon Simon van der Stel geboren.
In zijn eerste jaar liet hij het Fort Frederik Hendrik aanpassen en bewapenen met 14 kanonnen. De ruïne van het fort is nog een duidelijk teken van de Nederlandse aanwezigheid op het eiland. Van der Stel breidde het garnizoen uit met 80 man, deels invaliden afkomstig van de Soenda-eilanden.
In 1641 zou hij opdracht hebben gekregen al het ebbenhout te exporteren. In verband daarmee of met de aanplant van groente en fruit liet Van der Stel in 1642 105 slaven van Madagaskar aanrukken om te proberen het tekort aan arbeidskracht op het eiland op te lossen. De helft van de slaven vluchtte binnen een week het binnenland in.
Van der Stel had meer succes met het importeren van herten, Cervus timorensis, en de aanplant suikerriet, nog steeds het belangrijkste handelsgewas op het eiland.
In oktober 1643 kreeg hij vanuit Batavia bezoek van Abel Tasman met een onbekende lading. Daar zou de bemanning goed te eten en drinken moeten krijgen (maximaal 16 dagen) en verder zou de twee schepen voldoende water, brandhout en levensmiddelen aan boord moeten nemen voor een heel lange reis. In Mauritius bleken er diverse gebreken aan de schepen te bestaan zodat het verblijf langer duurde dan gepland. Van de gouverneur kreeg Tasman (Portugese) zeekaarten mee, die met een gunstige wind oostwaarts moest varen om te proberen het geheimzinnige Zuidland te ontdekken.
Van der Stel had als opdracht op Mauritius de landbouw te ontwikkelen, maar kreeg vooral te kampen met ratten, droogte etc. De bezetting van het eiland zou het jaar 1644 hebben overleefd door te vissen en te jagen.
Van der Stel werd overgeplaatst naar Ceylon. Daar werd hij commandant van een klein legertje. Hij is onthoofd bij een schermutseling met de troepen van de beledigde Rajasinha II van Kandy. Zijn hoofd werd in een zijden doek opgezonden.
Zijn zoon Simon van der Stel zou naam maken als commandeur en gouverneur van de Kaapkolonie op Kaap de Goede Hoop, evenals zijn kleinzoon Willem Adriaan van der Stel.
Van der Stel is op Nederlands Mauritius opgevolgd door Jacob van der Meersch, die zich concentreerde op de export van ebbenhout.